# دانشگاه جیمزتاون
دانشگاه جیم‌تاون یک دانشگاه خصوصی مسیحی در جیم‌تاون، داکوتای شمالی است. این مؤسسه در سال ۱۸۸۳ توسط کلیسای پروتستان تأسیس شدو تا اوت ۲۰۱۳ به نام کالج جیمزتاون شناخته می‌شد. بعد از آن با توجه به رشته‌های جدید کارشناسی ارشد و دکترای کاربردی، کالج جیمزتاون نام خود را به دانشگاه جیمزتاون تغییر داد.
در سال ۲۰۱۸، دکتر رابرت بادال پس از ۱۶ سال، از سمت خود به عنوان رئیس دانشگاه بازنشسته شد و دکتر پولی پترسون جانشین او شد. در سال ۱۹۷۹، تیم فوتبال کالج جیمزتاون به مسابقات قهرمانی ملی NAIA رفت. دو نفر از فارغ التحصیلان این مؤسسه، بورسیه رودز شده‌اند.